# Саадуллах-паша
Саадуллах-паша (тур. Saadullach-Pascha, 1838 - 1891) — османський державний діяч.

## Життєпис
Син Ессад-паші, який обіймав вищі посади та прославився як османський поет. Був міністром торгівлі.
У 1876 став першим секретарем султана Мурада V.
У 1877 призначений послом в Берлін.
У 1878 був турецьким уповноваженим при укладанні  мирного трактату в Сан-Стефано і на  Берлінському конгресі.
З 1883 був послом у  Відні, де покінчив життя самогубством.

## Джерело
- Саадуллах-паша // Энциклопедический словарь Брокгауза и Ефрона : в 86 т. (82 т. и 4 доп. т.). — СПб., 1890—1907. (рос. дореф.)

1. ↑  Bibliothèque nationale de France BNF: платформа відкритих даних — 2011.